# Malte Påhlsson
Malte Påhlsson, född 2 juni 1999 i Halmstad, är en svensk fotbollsmålvakt som spelar för Örebro SK.

## Karriär
Påhlssons moderklubb är Alets IK. 2013 gick han till IS Halmia. Påhlsson gjorde A-lagsdebut i Division 1 den 1 november 2015 i en 6–1-förlust mot IK Oddevold, där han blev inbytt i halvlek mot Marcus Sahlman.
Den 30 november 2018 värvades Påhlsson av Halmstads BK, där han skrev på ett treårskontrakt. Påhlsson gjorde sin Superettan-debut den 27 augusti 2019 i en 2–1-förlust mot Jönköpings Södra, där han blev inbytt i den 28:e minuten mot Malkolm Nilsson. Påhlsson var reservmålvakt bakom Malkolm Nilsson i samtliga ligamatcher under säsongen 2020, då Halmstads BK blev uppflyttade till Allsvenskan.
Den 27 augusti 2021 förlängde Påhlsson sitt kontrakt i Halmstads BK med två år. Följande dag gjorde han allsvensk debut i en 1–0-förlust mot Varbergs BoIS.
I december 2023 värvades Påhlsson av Örebro SK, där han skrev på ett tvåårskontrakt.